# Day of Defeat: Source
Day of Defeat: Source – gra komputerowa z gatunku strzelanek pierwszoosobowych osadzona w realiach II wojny światowej, wyprodukowana przez amerykańskie przedsiębiorstwo Valve Corporation. Gra jest odnowioną wersją Day of Defeat, która zamiast silnika GoldSrc wykorzystanego przez oryginał, używa Source. Gra została wydana na platformę Microsoft Windows 26 września 2005 roku, w dystrybucji poprzez sieciowy system dostarczania zawartości Steam. Za tradycyjną dystrybucję gry odpowiadało Electronic Arts.
Prace nad grą oficjalnie ogłoszono w lutym 2005 roku. W trakcie procesu tworzenia dokonano konwersji Day of Defeat poprzez przeróbki projektu gry oraz wprowadzenia kilku nowych właściwości. Na dodatek Day of Defeat: Source została użyta przez Valve w celu zaprezentowania nowych właściwości silnika Source, takich jak high dynamic range rendering i efekty filmowe. Gra jest rozgrywką wojenną toczoną w realiach inspirowanych bitwami II wojny światowej na froncie zachodnim w 1944 między amerykańską US Army i niemieckim Wehrmachtem. Każda strona konfliktu jest podzielona na sześć klas żołnierzy, którzy walczą w licznych scenariuszach.
Po wydaniu gra otrzymała głównie pozytywne oceny. Chwalono ją za klimatyczną i nastawioną na strategię rozgrywkę, oprawę audiowizualną i ogólny wygląd. Była także krytykowana w chwili wydania za braki w zawartości, aczkolwiek późniejsze jej aktualizacje dodawały nowe tryby gry i poziomy.

## Rozgrywka
Akcja gry toczy się podczas II wojny światowej, szczególnie na froncie zachodnim w roku 1944. Gracze mogą prowadzić rozgrywkę wchodząc w skład sił amerykańskiej US Army lub niemieckiego Wehrmachtu i rywalizują ze sobą w różnych trybach gry. Gracze dokonują wyboru jednej z sześciu klas, do której dołączają, a każda z nich odgrywa inną rolę w drużynie. Bohaterowie gracza nie mogą otrzymać zbyt wielu obrażeń, a niekiedy rozgrywka kończy się po trafieniu poprzez pojedynczy pocisk, co zmusza do używania osłon w celu ochrony własnego życia. Gdy żołnierz gracza zginie, rozpoczyna się odliczanie czasu przybycia posiłków. Kiedy czas się kończy, gracz oraz sprzymierzeni z nim gracze, którzy zostali zabici, odradzają się i powracają do gry w punkcie zboru jako kolejna fala oddziału. Wszystkie rodzaje broni w grze mają realistyczne ograniczenia: karabiny maszynowe muszą być tak rozmieszczane, by można było utrzymywać celny ogień i przeładowywać je, granatniki przeciwpancerne trzeba ustawić na ramieniu, żeby można było namierzyć cel i trafić w niego, karabiny wyborowe są najcelniejsze przy użyciu przyrządów celowniczych, a przed wybuchem granatów, których nie „podgotowano”, przeciwna drużyna może się ochronić lub nawet je odrzucić w stronę wroga.
Gra została początkowo wydana z czterema mapami, aczkolwiek późniejsze aktualizacje wprowadziły pięć dodatkowych, oficjalnych poziomów i osiem wyprodukowanych przez społeczność map, wspartych przez Valve. Poziomy gry są oparte zarówno na prawdziwych bitwach podczas alianckich kampanii na Sycylii, we Włoszech i we Francji (na przykład bitwa pod Falaise bądź desant podczas Operacji Shingle w Anzio), jak i na całkowicie fikcyjnych bitwach. Walka ma miejsce w rozmaitych warunkach, na przykład na miejskich ulicach, w budynkach i kanałach. Każda gra wieloosobowa może utrzymać najwyżej 32 graczy.

### Tryby gry
W Day of Defeat: Source istnieją dwa główne tryby: kontrola terytorialna i detonacja. Na mapach z trybem kontroli terytorialnej gracze muszą walczyć o panowanie nad wszystkimi punktami strategicznymi na mapie. Punkty strategiczne przybierają różne formy, takie jak zniszczony czołg na ulicy bądź określone tereny i budynki. Są one oznaczone flagą znajdującą się w pobliżu, która pokazuje kolor drużyny, która posiada kontrolę nad punktem. Punkty są zdobywane przez pewną ilość członków drużyny otaczających punkt, co następuje natychmiastowo lub po kilku sekundach. Gracze po drugiej stronie konfliktu mogą powstrzymać przyjęcie poprzez ustawienie się wokół punktu lub zabicie znajdujących się przy nim wrogich graczy. Drużyna, która przejmie wszystkie punkty, wygrywa rundę.
W poziomach z trybem detonacji celem jest rozmieszczenie i wysadzenie materiałów wybuchowych na kilku wrogich pozycjach, na które mogą się składać działa przeciwlotnicze, czołgi i samochody pancerne. Niektóre pozycje muszą być dwukrotnie obłożone ładunkami, by zostały całkowicie zniszczone. Gracze mogą chronić swoje pozycje poprzez rozbrojenie ładunków wybuchowych, zanim te zostaną zdetonowane. W jednej z wariacji tego trybu gry jedna strona musi obronić swoje pozycje przez określoną ilość czasu, a zniszczenie każdej części wyposażenia daje wrogowi więcej czasu. Obrońcy wygrywają, jeśli zdołają utrzymać swoje pozycje wystarczająco długo, by czas się skończył. Natomiast atakujący wygrywają, gdy wszystkie cele zostaną zniszczone. W kolejnej wersji oba zespoły muszą zaatakować wrogie cele i jednocześnie bronić swoje. Drużyna, która pierwsza zniszczy całe wyposażenie wroga, wygrywa.

### Klasy
Obie frakcje w Day of Defeat: Source mają dostęp do sześciu klas. Każda klasa jest zaprojektowana w zamyśle do odpowiednich wydarzeń podczas walki, więc w takich drużynach współpraca jest wymagana do powodzenia misji. Broń i wyposażenie noszone przez poszczególne klasy żołnierzy są oparte na używanych zarówno przez US Army, jak i Wehrmacht podczas II wojny światowej. Niektóre klasy są wyposażone w pistolety – amerykański Colt M1911 lub niemiecki Walther P 38 – podczas gdy inne mają na podorędziu noże bojowe bądź saperkę do walk w zwarciu. Kilka klas nosi granaty, odgrywające ważną rolę w grze – strzelcy są wyposażeni w granaty nasadkowe, szturmowcy – w pojedynczy granat odłamkowy i granat dymny służący do ukrycia wojsk, natomiast żołnierze wsparcia mają dostęp do dwóch standardowych granatów odłamkowych. Strzelcy są uzbrojeni w odpowiednie dla ich armii standardowe karabiny, a są przeznaczeni do walki długodystansowej, podczas gdy szturmowcy noszą pistolety maszynowe, które są skuteczne tylko w walkach na krótki dystans. Żołnierze wsparcia zostali zaprojektowani do walk na średnią odległość i są wyposażeni w karabin maszynowy Browning M1918 lub karabin StG44. Strzelcy wyborowi są używani do atakowania wrogich celów z dużej odległości, wskutek czego posiadają odpowiednie karabiny wyborowe. Żołnierze obsługujący karabiny maszynowe mają za zadanie bronić kluczowych lokacji lub prowadzić ogień zaporowy w celu umożliwienia drużynie ataku. Muszą rozstawić przed ostrzałem swą broń na dwójnogu, by zminimalizować jej odrzut. Żołnierz należący do ostatniej klasy jest wyposażony w granatnik przeciwpancerny, używany w grze do likwidacji wrogiego karabinu maszynowego lub pozycji strzelca wyborowego. Posiada karabinek M1 lub pistolet Mauser C96 w celu obrony własnej podczas poruszania się.

## Tworzenie

### Produkcja
Day of Defeat: Source została po raz pierwszy zapowiedziana na Microsoft Windows podczas tworzenia Half-Life’a 2, najważniejszej gry na silniku Source, jako jedna z kilku gier Valve Corporation na silniku GoldSrc, które miały być wznowione na nowym silniku. W następstwie wydania Half-Life’a 2 i Counter-Strike: Source opublikowanych zostało niewiele informacji dotyczących tworzenia Day of Defeat: Source do 2005 roku. W lutym 2005 roku Valve oficjalnie ogłosił prace nad Day of Defeat: Source, twierdząc, że gra jest blisko wersji beta i będzie dostępna później, w pierwszym kwartale roku. Wkrótce potem gra weszła w fazę wewnętrznych beta-testów, do których zaproszono kilku członków społeczności Day of Defeat. Wersja beta gry została pokazana jako prosta konwersja ostatniej wersji Day of Defeat, wtedy zawierająca nawet te same modele graczy i broni jak w odpowiedniku GoldScr. Z powodu odzewu beta testerów do rozgrywki zostały wprowadzone wyraźne zmiany, wynoszące grę poza miano prostej konwersji: zachowanie broni zostało zmienione, a kilka klas z Day of Dafeat – całkowicie usuniętych. Późniejsze wydania w mediach pokazywały przekształconą wersję gry, która zawierała nowe modele graczy i broni, jak również nowe dodatki do gry, takie jak granaty nasadkowe i dymne. 2 września 2005 roku Valve ogłosił, że gra zostanie wydana w ciągu miesiąca, a siedem dni później zapowiedział oficjalną datę wydania na 26 września 2005 roku. Gra stała się dostępna do przedpremierowego pobrania poprzez sieciowy system dostarczania zawartości Steam 14 września 2005 roku, a oficjalnie wydano ją 26 września.
Od chwili wydania Day of Defeat: Source była poddawana kilku aktualizacjom. Składały się one z poprawek rozgrywki, nowych map i efektów graficznych. Pierwszy nowy poziom został wydany 30 listopada 2005 roku, a po nim została opublikowana 25 stycznia 2006 roku inna nowa mapa, użyta jako demonstracja zdolności silnika Source do renderowania śniegu i lodu. Duża aktualizacja została zapowiedziana tego samego dnia i dodawała tryb detonacji, liczne modyfikacje rozgrywki i dwie kolejne mapy, dostosowane do nowego trybu gry. Aktualizacja została wydana 28 czerwca 2006 roku. 26 kwietnia 2007 roku społeczność gry opublikowała grupę wyprodukowanych przez siebie map, nazwaną Community Assembled Map Pack (CAMP1). Pakiet, składający się z trzech map, został stworzony z pomocą i wsparciem Valve. Po nim wydano 26 lipca 2007 roku CAMP2, pakiet składający się z dalszych pięciu map. 23 maja 2008 roku Valve zapowiedział kolejną dużą aktualizację Day of Defeat: Source, tym razem dając grze wsparcie nowego programu spółki, Steamworks. Jest ona dostępna dla każdego posiadacza Day of Defeat: Source. Wraz z licznymi modyfikacjami rozgrywki aktualizacja wprowadza do gry wersję silnika Source, która została użyta do The Orange Box. Umożliwiło to wyświetlanie w grze efektów cząsteczkowych, jak również została dodana jedna oficjalna mapa oparta na wieloletniej, utworzonej przez użytkowników mapie do Day of Defeat. Ponadto ustanowiono 51 nagród dla graczy, którzy wykonają pewne zadania.

### Technologia
Day of Defeat: Source została użyta przez Valve jako platforma demonstracji kilku technologii na silniku Source. Wprowadziła dynamiczny system audio, który był ograniczony w Half-Life’ie 2 do bohaterów niezależnych. Dźwięk każdej broni wystrzelonej w grze jest określony przez odległość i czynniki artykulacyjne, które są przetwarzane i przesyłane z powrotem do gracza. Im dźwięk dalszy od gracza, tym mniejsza częstotliwość dźwięku, co ma zastosowanie taktyczne. Była to pierwsza gra, w której Valve wprowadził high dynamic range rendering, poprzedzająca oficjalną demonstrację, Half-Life 2: Lost Coast. Po wydaniu zostały dodane inne efekty, dzięki którym gra ma wyglądać jak w filmie z II wojny światowej. Wśród efektów występują: motion blur, głębia ostrości, ziarno i korekcja koloru. Cieniowanie Phonga na silniku Source zostało dodane do Day of Defeat: Source wraz z dużą aktualizacją w drugim kwartału 2006.

### Marketing

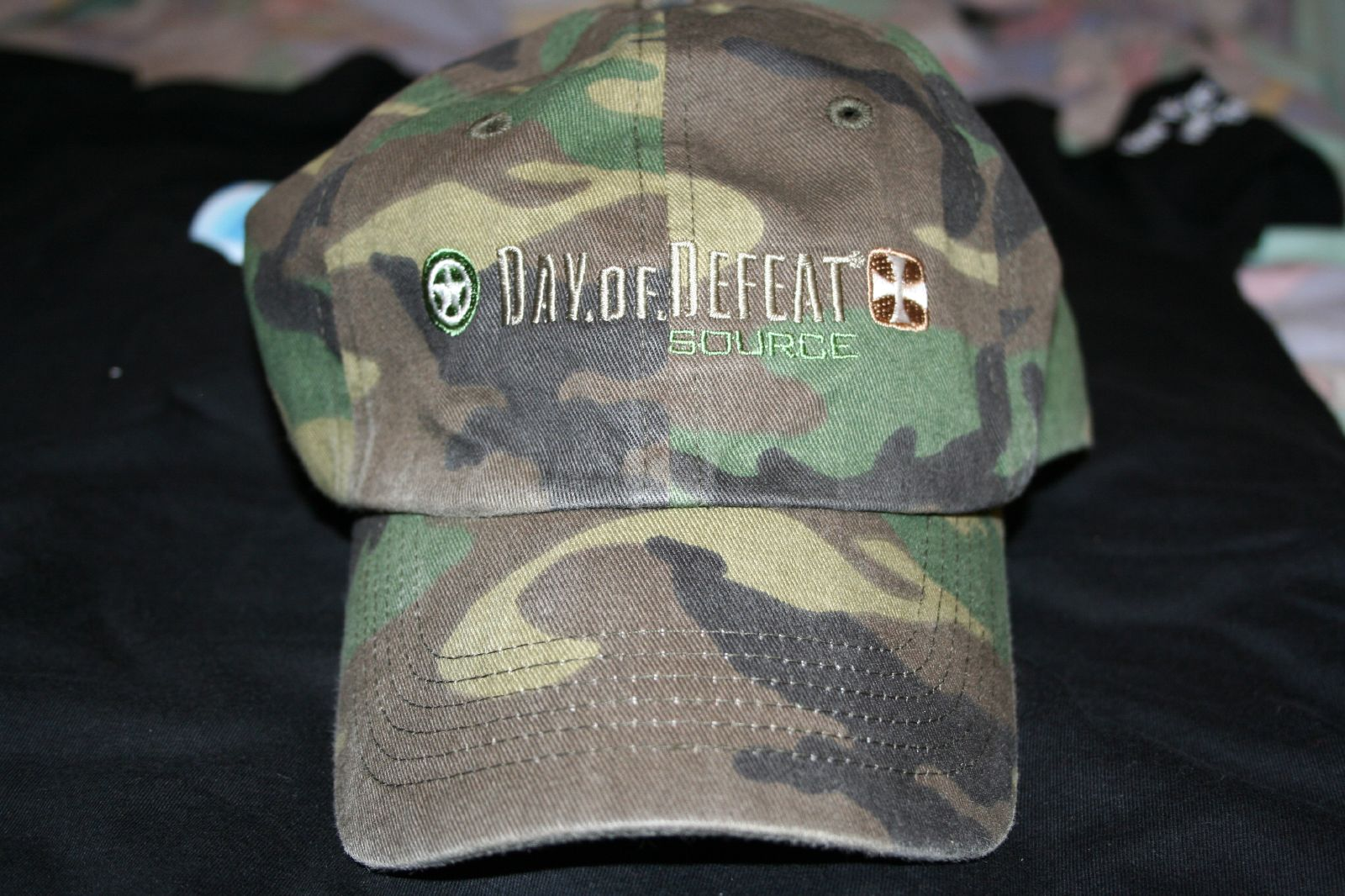
Czapka z logo gry (2007)

W celu promowania gry Valve wyprodukowała trzy zwiastuny w stylu machinimy przedstawiające grę w akcji. Zwiastuny są skupione wokół propagandowych wiadomości czasu wojny dla Niemiec i USA. W celu wyrażenia tego efektu zwiastuny czynią obszerny użytek ze zdolności wyświetlania przez silnik Source ziarna, korekcji koloru, motion blur i głębi ostrości, jak również sepii. Pierwszy zwiastun zostały wydany, jako część marketingu po wydaniu gry, 20 grudnia 2005 roku. Zatytułowany Prelude to Victory (ang. Wstęp do zwycięstwa), przedstawiał wielką walkę w grze jako reportaż z perspektywy Niemców, uzupełniony przez komentatora mówiącego po niemiecku. Dwa kolejne zwiastuny zostały wydane, by wypromować dużą aktualizację Day of Defeat: Source w drugim kwartale 2006 roku. Trailery, oba z punktu widzenia Amerykanów, pokazywały, jak pracuje nowy tryb detonacji, podkreślając pracę drużynową jako klucz do sukcesu, jak również wprowadzając widok na dwie mapy dodawane przez aktualizację. By zwiększyć zainteresowanie grą, Valve udostępnił Day of Defeat: Source na trzy wolne weekendy, pierwszy mający miejsce 10 lutego 2006 roku, drugi – 8 lipca 2006 roku, a trzeci – 4 lipca 2008 roku, gdzie każdy posiadacz konta w Steamie mógł pobrać grę i grać w nią przez najwyżej 48 godzin bez opłat.

## Odbiór gry
Day of Defeat: Source otrzymała po wydaniu pozytywne oceny krytyków, uzyskując odpowiednio średnią ocen 80% i 81% według agregatorów recenzji Metacritic i GameRankings. Oprawa graficzna uzyskała niemal powszechne uznanie: Bob Colayco z portalu GameSpot twierdził, że gra prezentuje się okazale, a pismo „PC Zone” chwaliło ją za budowanie napięcia i atmosfery. Chwalono również fizykę ragdoll i oprawę dźwiękową. Rozgrywka również spotkała się z pozytywnymi recenzjami; doceniono współzależność klas i nastawienie na strategię. W kilku recenzjach chwalono zawartość gry za jej wysoką jakość.
Krytyka gry skupiła się głównie wokół braków w zawartości. Podczas gdy pochwały dawano za jakość już dostępnej treści gry, kilku recenzentów narzekało na małą liczbę map wliczoną w początkowe wydanie, nawet gdy Valve obiecał dostarczenie później nowej zawartości. Tom McNamara z portalu IGN skomentował, że istniejąca treść gry szybko doprowadza do znużenia, podczas gdy Jamie Madigan z portalu GameSpy twierdził, że brak odpowiedniego rozmiaru gry jest jej poważną wadą. Na dodatek „PC Zone” twierdziło, że poprzez kurczowe trzymanie się kameralnej atmosfery pierwowzoru gra nie różni się od Counter-Strike’a. Ponadto przyrównało grę do nakładki na starą modyfikację, od której wymaga się pieniędzy.